# Sklavin der Sinne
Sklavin der Sinne (Original Niewolnica zmysłów) ist ein polnischer Stummfilm von 1914.  In ihm spielt zum ersten Mal der spätere Stummfilmstar Pola Negri mit.

## Handlung
Die Schlossertochter Pola hat Erfolg als Tänzerin. Sie verlässt ihren Verlobten und wendet sich einem reichen Verehrer zu, der bereit ist, für sie seine Frau zu verlassen. Doch der Verlobte gibt nicht auf und ersticht Pola am Ende.

## Hintergründe
Der Film hatte am 25. Dezember 1914 in Warschau seine Uraufführung, wenige Monate nach Beginn des Ersten Weltkrieges. Die Stadt gehörte damals noch zum Russischen Kaiserreich.
In diesem Film spielt zum ersten Mal die damals 17-jährige Tänzerin Pola Negri mit. Bereits hier ist ihre Rolle als männerverführender  Vamp vorgezeichnet, der eine gutsituierte Ehe zerstört.
Es ist ihr einziger Film noch unter russischer Zugehörigkeit Warschaus, ab 1915 steht diese unter Kontrolle des Deutschen Reiches, wo Pola ab 1917 ihre Weltkarriere beginnt.
Der Film wurde 1916 in verschiedenen deutschen Städten (Berlin, München?, Bielefeld) mit unterschiedlichen Verleihtiteln gezeigt, ebenso im englischsprachigen Raum und wahrscheinlich in weiteren Ländern. 
Er ist nicht erhalten.